# 1192 هـ
1192 هـ هي سنة في التقويم الهجري امتدت مقابلةً في التقويم الميلادي بين سنتي 1778 و1779.

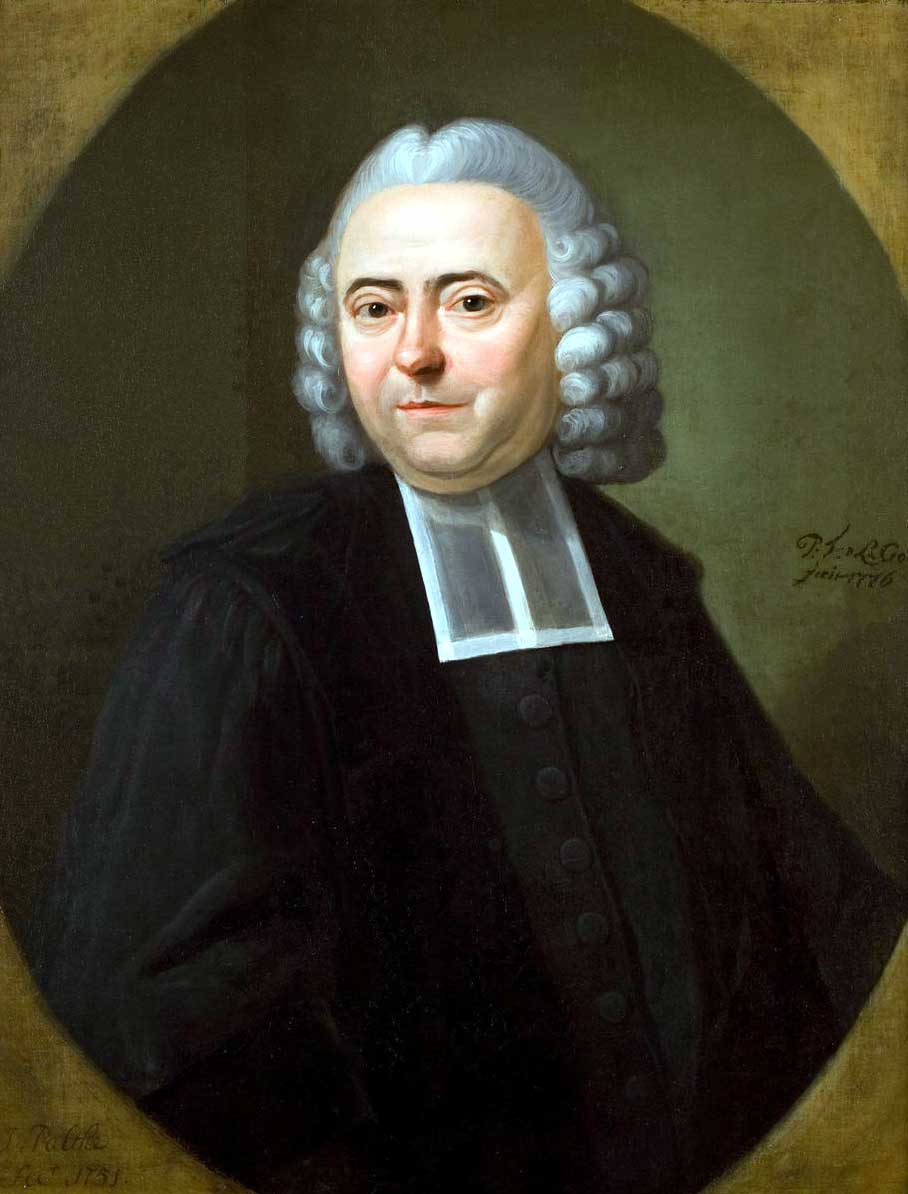
جان جاك شولتنز

## وفيات
- جان جاك شولتنز
- أحمد الدمنهوري.